# Élvezeti növény
Az élvezeti növények olyan növények, amelyeket alapvetően élvezeti célból használnak, illetve az ilyen igények kielégítésére termesztenek; azaz haszonnövények.
Az élvezeti növények felhasználása, alkalmazása évezredes múltra tekint vissza. Az ember évezredek óta használja az ezekből a növényekből készült természetes élénkítő szereket kellemes ízük, illatuk, a testi és szellemi állapotra gyakorolt hatásuk miatt. Ezeknek a szereknek az elkészítése és fogyasztása évszázadokon keresztül nagyon szigorú szertartásokhoz volt kötve (pl. a japán és angol teaszertartás, török kávészertartás). A felsorolt növények közös hatása, hogy fokozzák az agyi vérkeringést, ezáltal csökkentik a szellemi fáradtságot, és kisebb mértékben a testi fáradtságérzetet is. Fokozzák a kombinációs készséget, a beszédképességet, javítják az általános közérzetet. Fokozzák a gyomorsav elválasztását, ezáltal könnyebbé teszik az emésztést.

## A legfontosabb élvezeti növények
- Tea
- Kakaó
- Kávé
- Szőlő
- Dohány

Kábítószer előállítására alkalmas növények: 
- Kender (Cannabis): marihuána, hasis
- Kokacserje: kokain
- Látnokzsálya
- Mák: ópium, morfium, heroin
- Pejotl: meszkalin